# Джозеф Леон Бірман
Джозеф Леон Бірман (21 травня 1927, Нью-Йорк — 1 жовтня 2016, Нью-Рошель) — американський фізик-теоретик твердого тіла.

## Життєпис
Бірман був сином продавця, відвідував Вищу наукову школу Бронкса (закінчив у 1943 р.), навчався в Міському коледжі Нью-Йорка, отримавши ступінь бакалавра в 1947 р., і в Колумбійському університеті, отримавши ступінь магістра в 1950 р. і ступінь доктора теоретичних наук з хімії 1952. Потім він провів близько десяти років у дослідницькій лабораторії електроніки та телекомунікацій (пізніше GTE Research Labs у Квінсі) у Нью-Йорку (керівник люмінесценції). З 1962 року він був професором Нью-Йоркського університету, а з 1974 року — професором Міського коледжу Нью-Йорка. Останнім часом він був там заслуженим професором.
У 1969/70 роках він був запрошеним професором у Парижі. У 1974 році йому було присвоєно ступінь почесного доктора в Ренні. Він був стипендіатом Гуггенхайма, стипендіатом Леді Девіс у Техніоні в Хайфі та членом Американського фізичного товариства, Японського товариства сприяння науці та Нью-Йоркської академії наук.
Ще в 1970-х роках Бірман організовував симпозіуми американських і радянських учених у Москві, Нью-Йорку та Санкт-Петербурзі. Зокрема, він підтримував переважно єврейських учених у Радянському Союзі, яким було відмовлено у виїзді з країни (сам Бірман був онуком єврейських дідусів і бабусь, які емігрували з Росії). У 1990-х роках він і П’єр Хоенберг організували програму підтримки вчених, які емігрували до Сполучених Штатів, особливо зі Східної Європи та Китаю. У 2010 році він отримав премію Андрія Сахарова від Американського фізичного товариства, членом Комітету з прав людини якого він був. У 2006 році він отримав премію Heinz R. Pagels Human Rights of Scientists Award від Нью-Йоркської академії наук.
З 1950 року був одружений на математику Джоан Бірман. Мав двох синів і дочку.